# Runter mit den Spendierhosen, Unsichtbarer!
Runter mit den Spendierhosen, Unsichtbarer! es un álbum de estudio de Die Ärzte, El disco está empacado en una bolda de piel azul.

## Lista de canciones
1. «Wie es geht?» (Cómo lo hago?) (Urlaub) - 3:58
2. «Geld» (Dinero) (Felsenheimer) - 3:44
3. «Gib mir Zeit» (Dame tiempo) (Urlaub) - 2:08
4. «Dir» (A ti) (Felsenheimer) - 3:39
5. «Mondo Bondage» (Gonzalez/Felsenheimer) - 3:01
6. «Onprangering» (Denuncia) (Urlaub) - 3:53
7. «Leichenhalle» (Morgue) (Gonzalez/Gonzalez, Urlaub, Felsenheimer) - 3:51
8. «Der Optimist» (El optimista) (Felsenheimer) - 2:36
9. «Alles so einfach» (Todo tan simple) (Urlaub) - 4:25
10. «N 48.3» (Urlaub) - 2:51
11. «Manchmal haben Frauen...» (A veces las mujeres tienen...) (Felsenheimer) - 4:13
12. «Las Vegas» (Felsenheimer) - 1:49
13. «Yoko Ono» (Urlaub) - 0:30
14. «Rock Rendezvous» (Felsenheimer) - 4:08
15. «Baby» (Urlaub) - 4:32
16. «Kann es sein?» (Puede ser?) (Gonzalez/Felsenheimer) - 2:47
17. «Ein Sommer nur für mich» (Un verano sólo para mi) (Urlaub) - 2:51
18. «Rock'n'Roll-Übermensch» (Rock and Roll sobrehumano) (González, Felsenheimer) - 4:47
19. «Herrliche Jahre» (Años espléndidos) (Urlaub) - 3:52

## Sencillos
- 2000: «Wie es geht»
- 2000: «Manchmal haben Frauen...»
- 2001: «Yoko Ono»
- 2001: «Rock'n'Roll-Übermensch»

- Datos: Q25553